# Erika Kinsey

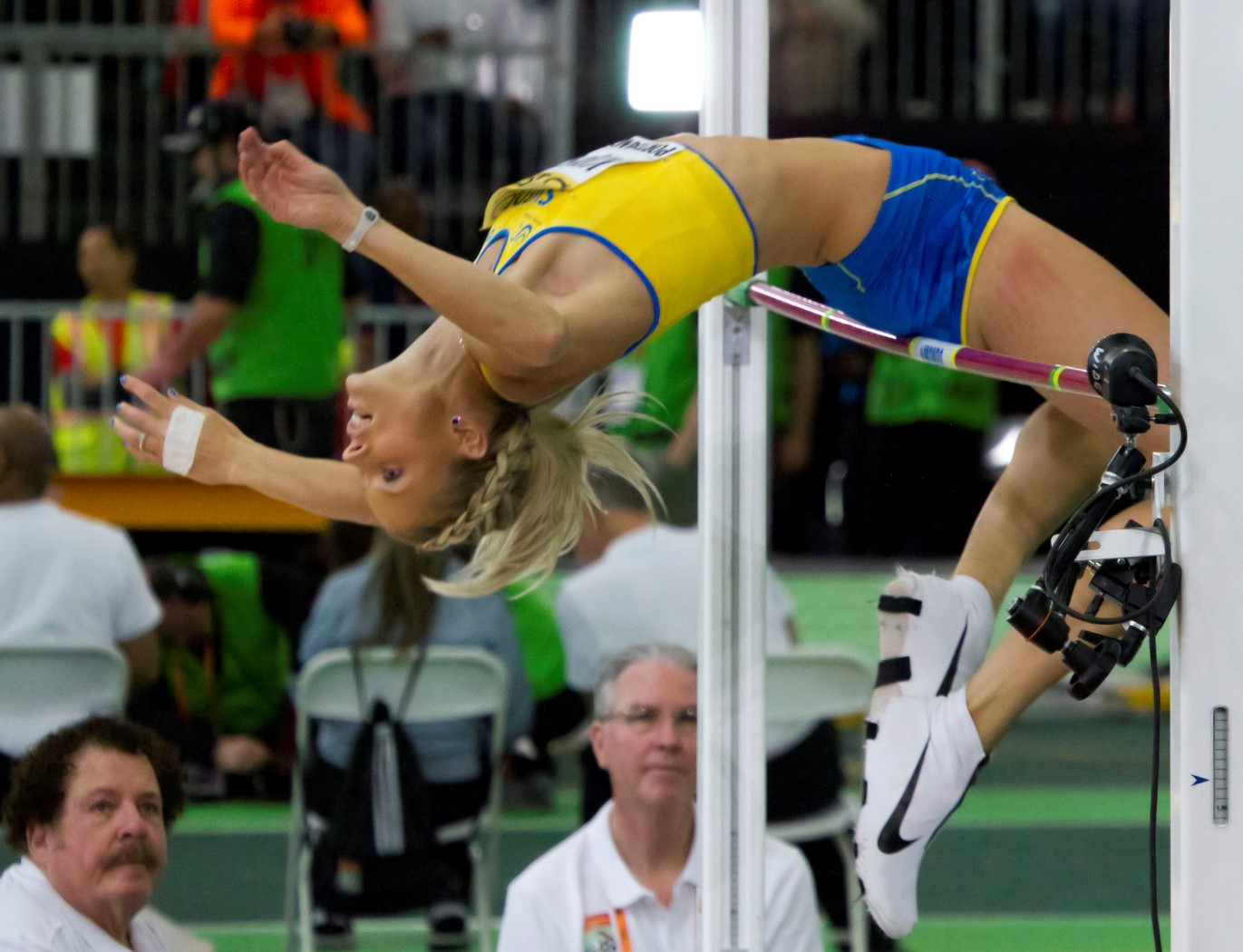
Erika Kinsey i mars 2016 i en tävling i Belgien.

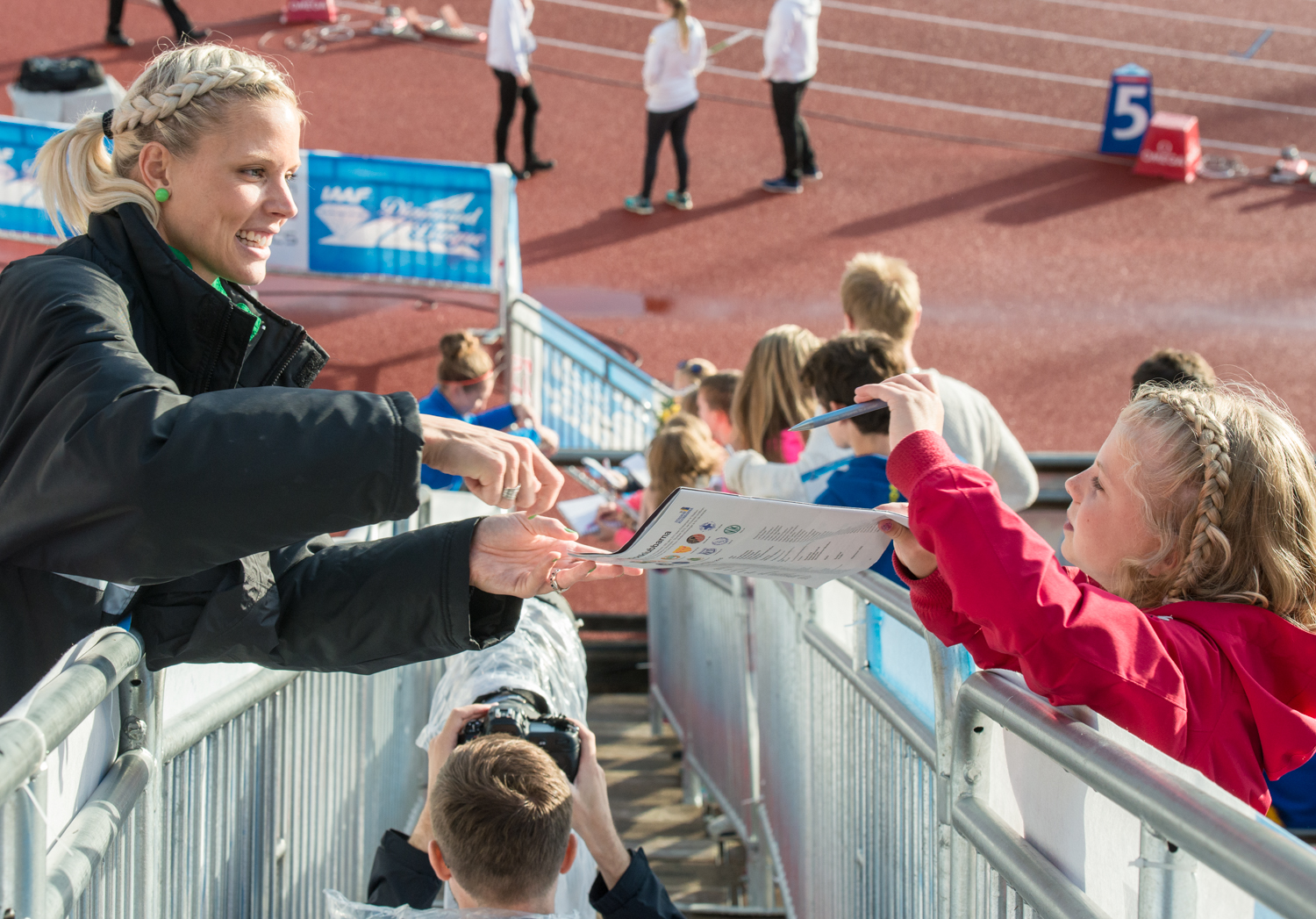
Autografjägare på Bauhaus-galan 2015.

Erika Anna Kristina Kinsey, född Wiklund 10 mars 1988 i Östersund, är en svensk friidrottare med specialisering på höjdhopp och som tävlar för Trångsvikens IF.

## Karriär
Kinsey är uppvuxen i Nälden i Jämtland. 2004 vann hon ungdoms-SM för 16-åringar i Falun på 1,86 meter. Hon studerade på friidrottsgymnasiet i Umeå där hon debuterade som senior i Finnkampen 2006.
Därpå kom hon till Stockholm varvid följde träning med Michel Tornéus och Oscar Gidewall. Kinsey satsade främst på höjdhoppet. Hon deltog vid junior-EM i Hengelo och tog där hem guldmedaljen på 1,82 meter. Hon följde upp detta med en tredje plats i Finnkampen 2007 på Ullevi. Vid U23-EM i Kaunas, Litauen år 2009 kom hon åtta med 1,83.
Åren efter 2007 blev dock till ett misslyckande eftersom hon var omotiverad och började istället spela med ett ishockeylag i Oslo dit hon flyttade. Därmed tog hon upp den tidigare hockeykarriären från ungdomen med spel i Eliteserien i ishockey för kvinnor. Efter ett brutet revben och en punkterad lunga bestämde hon sig för att återvända till friidrotten. Vid denna tidpunkt träffade hon sin Ohio-födde man, stavhopparen Daniel Kinsey. 2014 flyttade hon över Atlanten till Warrensburg, Missouri och påbörjade studier på University of Central Missouri. Under conference-finalen i början av maj 2015 slog hon sitt sju år gamla personliga rekord när hon hoppade 1,92 m. Vid samma tävling blev det också 6,17 m i längdhopp och 13,11 m i tresteg.
Vid lag-EM i friidrott den 21 juni 2015 i ryska Tjeboksary klarade hon i första hoppet 1,94 meter för att senare, efter två rivningar, även hoppa över 1,97 i sista försöket, vilket innebar att hon under samma tävling satte personligt rekord två gånger. Senare under sommaren 2015 deltog hon vid VM i Peking men blev utslagen i kvalet med resultatet 1,89 meter.
Under inomhussäsongen 2016 tävlade hon vid Inne-VM i Portland, Oregon och kom där på en åttonde plats med 1,93 meter. Vid Europamästerskapen i Amsterdam i juli blev Kinsey utslagen i kvalet efter att ha klarat 1,85. Vid OS i Rio de Janeiro blev hon utslagen i kvalet med resultatet 1,85.
Erika Kinsey blev uttagen till VM 2017 i London men slogs ut i kvalet efter att ha tagit 1,85. Detta upprepade sig i VM 2019 i Doha där hon stannade på samma höjd. 2019 tilldelades hon Stora grabbars och tjejers märke.

## Stilstudie av Erika Kinsey
Stilstudie från Finnkampen på Stockholms stadion den 26 augusti 2019 då Erika Kinsey vann höjdhoppet med 1,90. 

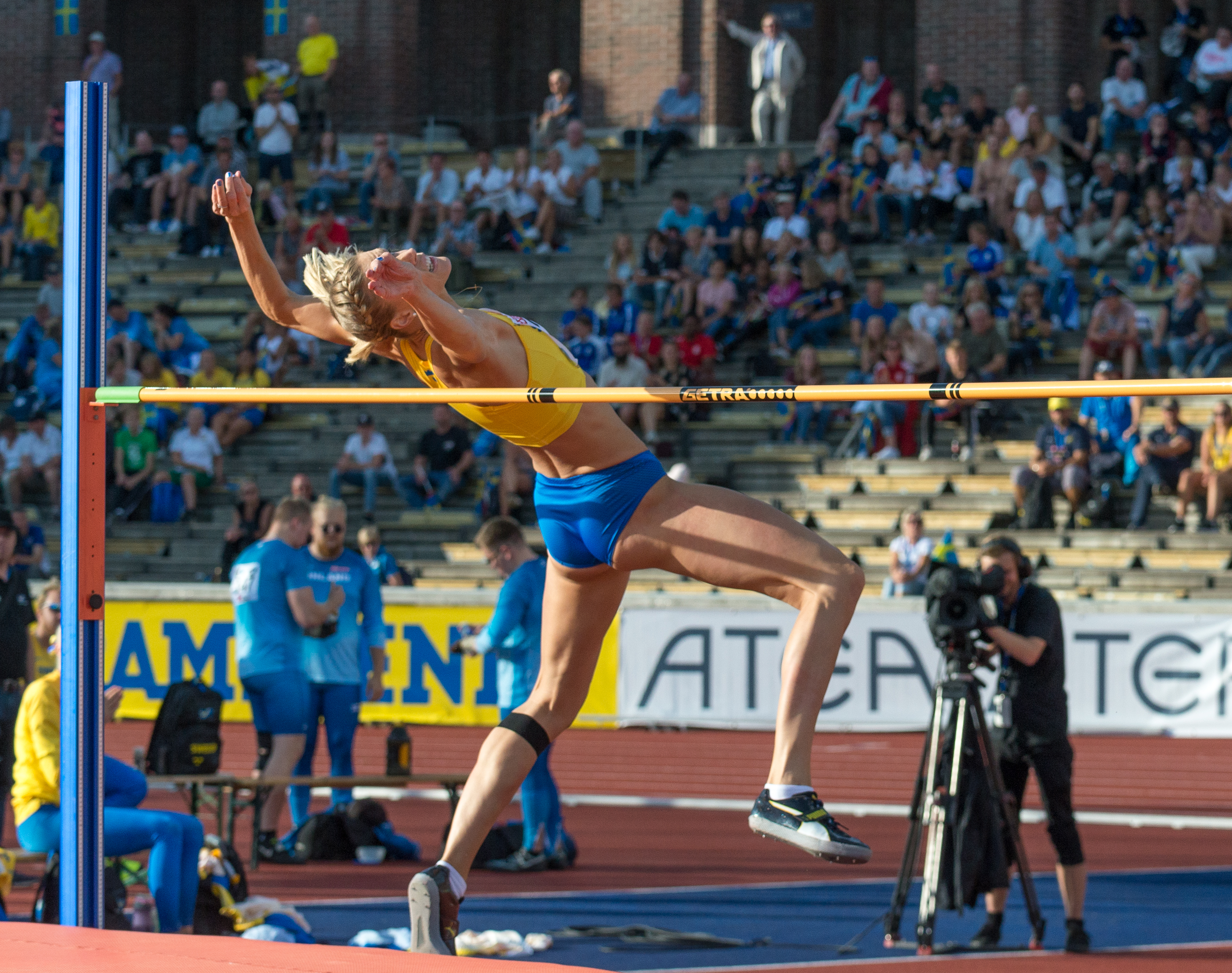
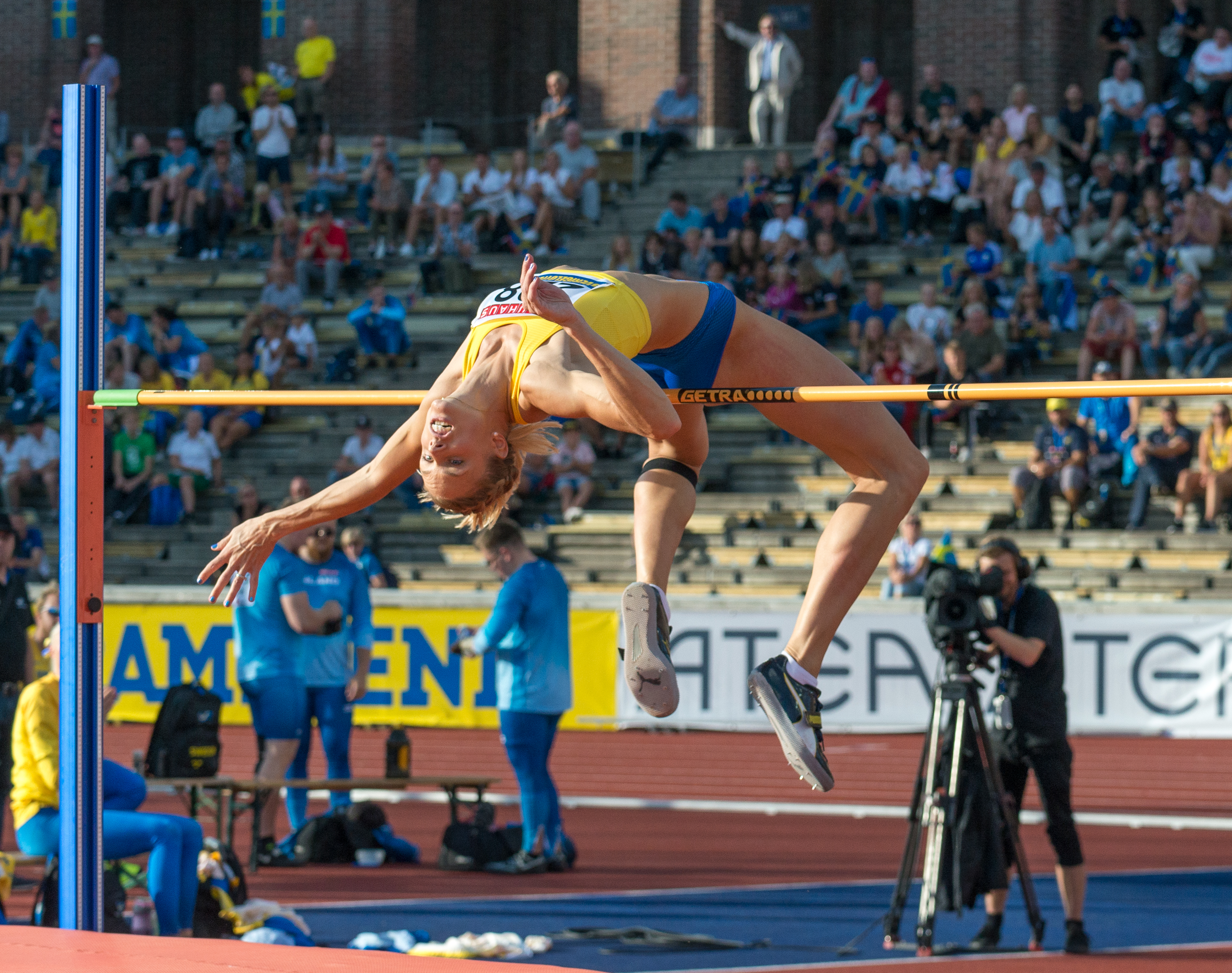
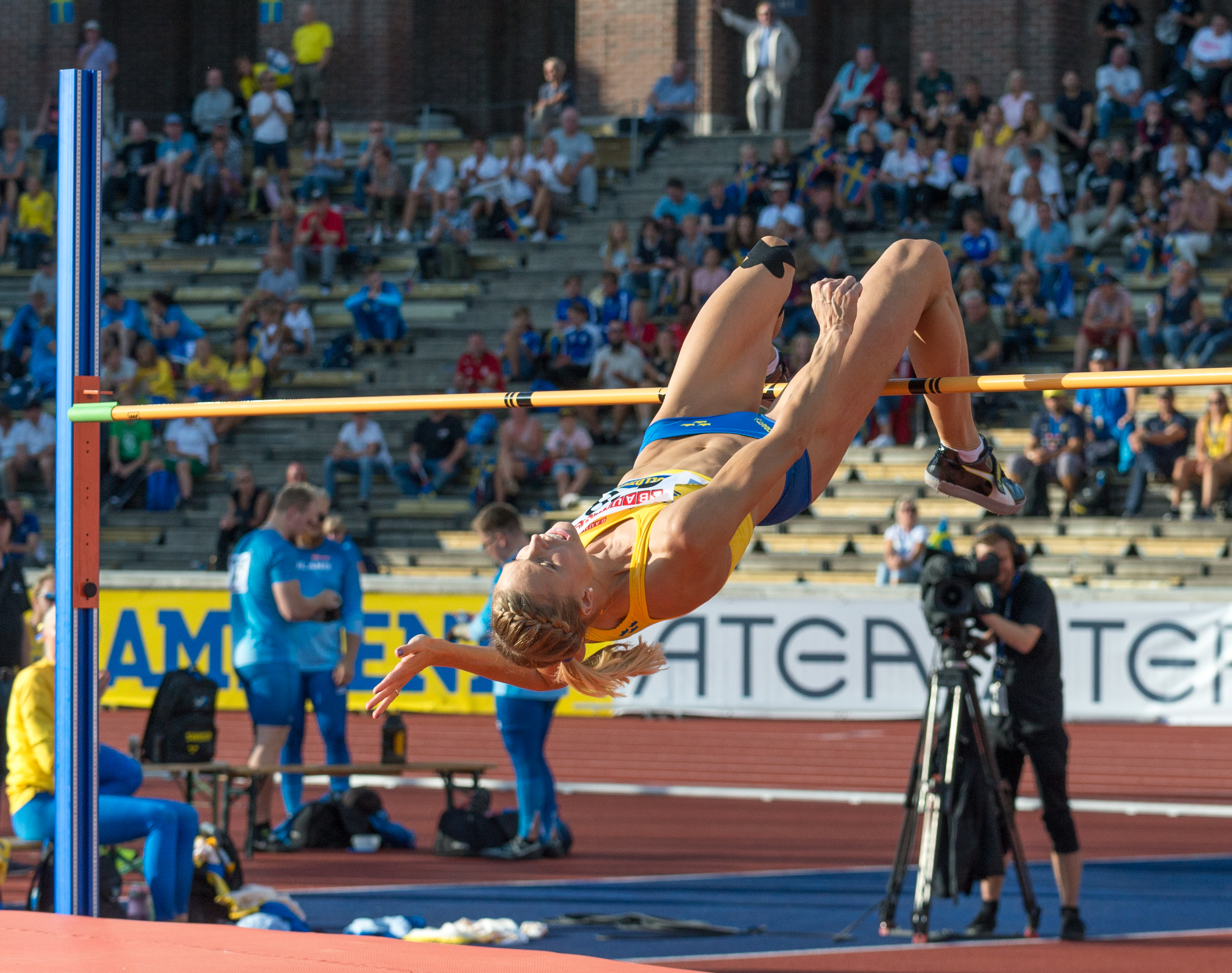

## Personliga rekord
| Utomhus - 100 meter häck – 14,86 (Härnösand, Sverige 18 juni 2006) - 100 meter häck – 15,23 (Dallas, Texas USA 24 maj 2014) - Höjdhopp – 1,97 (Tjeboksary, Ryssland 21 juni 2015) - Längdhopp – 6,51 (Torremolinos, Spanien 23 maj 2019) - Tresteg – 13,11 (St Charles, Missouri USA 3 maj 2015) - Spjut – 29,38 (Dallas, Texas USA 25 maj 2014) | Inomhus - 800 meter – 2:27,71 (Crete, Nebraska USA 13 december 2014) - 800 meter – 2:27,71 (Crete, Nebraska USA 11 december 2014) - 60 meter häck – 8.93 (Västerås, Sverige 5 mars 2006) - 60 meter häck – 9,17 (Crete, Nebraska USA 11 december 2014) - Höjdhopp – 1,93 (Portland, Oregon USA 20 mars 2016) - Längdhopp – 6,35 (Youngstown, Ohio USA 18 januari 2019) - Tresteg – 12,99 (Boston, Massachussetts USA 28 januari 2017) - Kula – 9,79 (Västerås, Sverige 15 mars 2009) - Femkamp – 3 935 (Västerås, Sverige 15 mars 2009) |